# Maniche
Nuno Ricardo de Oliveira Ribeiro, poznatiji kao Maniche (Lisabon, Portugal, 11. studenog 1977.) je umirovljeni portugalski nogometaš i nacionalni reprezentativac. Nadimak je dobio po Benficinom legendarnom danskom napadaču Michaelu Mannicheu.
Tijekom igračke karijere promijenio je mnogo značajnih europskih klubova i osvojio mnoštvo trofeja. Tako je primjerice s Portom osvojio Kup UEFA i Ligu prvaka dok je s londonskim Chelseajem i milanskim Interom bio prvak Premier lige, odnosno Serie A.
S Portugalom je nastupio na EURU 2004. te Svjetskom prvenstvu 2006. Na prvom turniru je s reprezentacijom stigao do finala turnira gdje je Portugal kao domaćin neočekivano izgubio od Grčke. Na Mundijalu u Njemačkoj 2006., Maniche je s reprezentacijom osvojio četvrto mjesto.

## Karijera

### Klupska karijera
Budući da je rođen u Lisabonu, igrač je nogometnu karijeru započeo u juniorima Benfice. Nakon što se na seniorskoj razini iskazao u lokalnoj Alverci, Maniche se 1999. vraća u Benficu. U klubu je proveo tri sezone a napustio ga je zbog problema s disciplinom. Tada je otišao u suparnički Porto kojeg je tada preuzeo José Mourinho. Novi trener ga je ondje koristio kao standardnog igrača na poziciji srednjeg veznog. Sam Maniche je bio ključna karika kluba koji je 2003. godine osvojio Kup UEFA a godinu potom i Ligu prvaka.
Igrača u svibnju 2005. kupuje moskovski Dinamo za 16 milijuna eura. Tada je ruski klub od Porta kupio i Costinhu te Seitaridisa. Međutim, sam igrač se ondje nije snašao tako da je u proljetnom dijelu sezone 2005./06. poslan na posudbu u londonski Chelsea. Ondje ga je ponovo trenirao Mourinho dok je sam igrač s klubom osvojio Premiership. Nakon isteka sezone, Chelsea je imao mogućnost otkupiti igrača od Dinama, međutim, Maniche se vratio u Rusiju.
Ipak, ondje se nije dugo zadržao te je u kolovozu 2006. potpisao za Atlético Madrid koji ga kupuje za 9 milijuna eura. Maniche je ondje igrao malo pod vodstvom meksičkog trenera Javiera Aguirrea tako da je u siječnju 2008. otišao na posudbu u milanski Inter.
Do kraja karijere Maniche je još nastupao za 1. FC Köln i Sporting Lisabon.

### Reprezentativna karijera
Maniche je najprije nastupao za portugalsku U21 reprezentaciju dok je u seniorskom dresu debitirao 2003. godine. S Portugalom je igrao na EURU 2004. te je ondje zabio golove Rusiji i Nizozemskoj. Također, nastupao je i u samom finalu turnira kojeg je u konačnici osvojila Grčka.
Također, Maniche je zabijao i na Svjetskom prvenstvu 2006. u susretima protiv Meksika i Nizozemske te je s reprezentacijom osvojio četvrto mjesto izgubivši u utakmici za broncu od domaćina Njemačke.
Iako je sudjelovao u kvalifikacijama za Euro 2008, Maniche je neočekivano izostavljen iz popisa reprezentativaca za taj turnir. Posljednju utakmicu u dresu Portugala odigrao je 31. ožujka 2009. u prijateljskoj utakmici protiv Južne Afrike.

#### Pogoci za reprezentaciju
| 1. | 16. lipnja 2004.   | Estádio da Luz, Lisabon, Portugal        | Rusija            | 1 : 0 | 2 : 0 | EURO 2004                            |
| 2. | 30. lipnja 2004.   | Estádio José Alvalade, Lisabon, Portugal | Nizozemska        | 2 : 0 | 2 : 1 | EURO 2004                            |
| 3. | 17. studenog 2004. | Luxembourg City, Luksemburg              | Luksemburg        | 0 : 3 | 0 : 5 | Kvalifikacije za SP u Njemačkoj 2006 |
| 4. | 1. ožujka 2006.    | Esprit Arena, Düsseldorf, Njemačka       | Saudijska Arabija | 0 : 2 | 0 : 3 | Prijateljska utakmica                |
| 5. | 21. lipnja 2006.   | Veltins-Arena, Gelsenkirchen, Njemačka   | Meksiko           | 1 : 0 | 2 : 1 | Kvalifikacije za SP u Njemačkoj 2006 |
| 6. | 25. lipnja 2006.   | Frankenstadion, Nürnberg, Njemačka       | Nizozemska        | 1 : 0 | 1 : 0 | Kvalifikacije za SP u Njemačkoj 2006 |
| 7. | 8. rujna 2007.     | Estádio da Luz, Lisabon, Portugal        | Poljska           | 1 : 1 | 2 : 2 | Kvalifikacije za EURO 2008           |

## Osvojeni trofeji

### Klupski trofeji
| Klub        | Trofej                 | Sezona / godina |
| Portugal    | Portugal               | Portugal        |
| ----------- | ---------------------- | --------------- |
| Porto       | Primeira Liga          | 2002./03.       |
| Porto       | Portugalski kup        | 2002./03.       |
| Porto       | Kup UEFA               | 2002./03.       |
| Porto       | Portugalski Superkup   | 2003.           |
| Porto       | Primeira Liga          | 2003./04.       |
| Porto       | Liga prvaka            | 2003./04.       |
| Porto       | Portugalski Superkup   | 2004.           |
| Porto       | Interkontinentalni kup | 2004.           |
| Engleska    |                        |                 |
| Chelsea     | Premier liga           | 2005./06.       |
| Italija     |                        |                 |
| Inter Milan | Scudetto               | 2007./08.       |

### Reprezentativni trofeji
| Turnir         | Trofej | Godina |
| -------------- | ------ | ------ |
| EP u Portugalu | Srebro | 2004.  |

### Individualni trofeji
| Trofej                                          | Sezona |
| ----------------------------------------------- | ------ |
| Najbolja momčad Europskog prvenstva u Portugalu | 2004.  |
| Najbolja momčad Svjetskog prvenstva u Njemačkoj | 2006.  |

### Ordeni
Ordem de Nossa Senhora da Conceição de Vila Viçosa: 2006.

## Vanjske poveznice
- National Football Teams.com